# Greding
Greding là một thị xã ở huyện Roth, bang Bayern, Đức. Đô thị này tọa lạc 28 km về phía đông nam của Roth bei Nürnberg và 32 km về phía bắc của Ingolstadt.